# Heterochroma amphion
Heterochroma amphion là một loài bướm đêm trong họ Noctuidae.